# Mutual Complutense
La Mutual Complutense es una entidad sociocultural sin ánimo de lucro, fundada en Alcalá de Henares el 29 de agosto de 1909.

## Historia

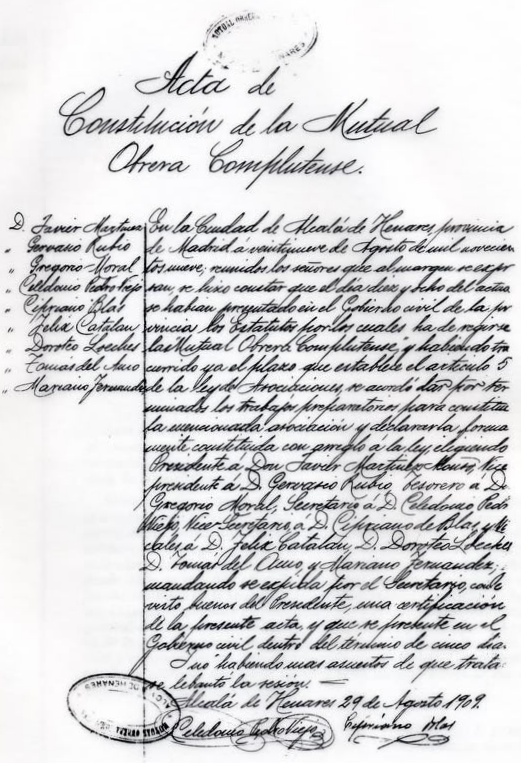
Acta de constitución de la Mutual Obrera Complutense (Alcalá de Henares, 29/08/1909).

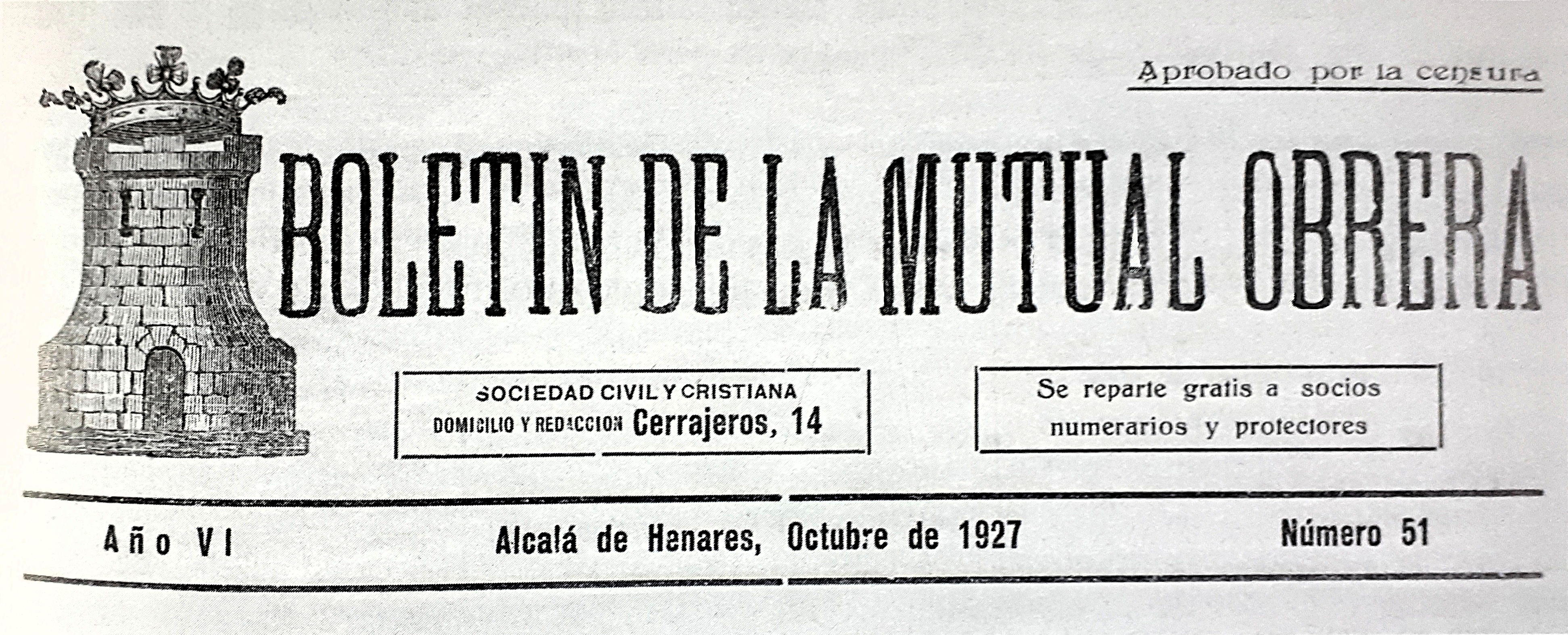
Cabecera del Boletín de la Mutual Obrera (octubre 1927).

La "Mutual Obrera Complutense", cuya acta fundacional es de 29 de agosto de 1909, fue auspiciada por el Centro de Acción Social (CAS). En sus locales se iniciaron sus primeras actividades: una academia de instrucción primaria, veladas literarias y teatrales, exposiciones de dibujos, academia y banda de música.
En 1922 se independiza del Centro de Acción Social. Ese mismo año se crean unos fondos para "Socorros Mutuos", destinados a ayudar a los familiares de sus socios en caso de fallecimiento. En 1943 se reconvirtió en el "Montepío de la Mutual Complutense", ampliando las ayudas también a la natalidad; que se mantendrán hasta 1986. En 1928 adquieren el edificio de la calle Nueva, número 10, como su nueva y definitiva sede.
Los objetivos de la Mutual Complutense se orientan siempre hacia la formación cultural y profesional de sus asociados y familiares. Por lo que se crea una biblioteca y varias "academias" de: dibujo, música, cultura física, taqui-mecanografía y cálculo mercantil. Además de organizar diversas actividades culturales, recreativas y deportivas. Entre 1922 y 1936 publicó mensualmente el "Boletín de la Mutual Obrera", para informar a sus socios sobre la labor desarrollada.
Tras la Guerra Civil, se le permitió continuar por sus fines culturales y benéficos, aunque bajo el control del comandante militar de la plaza. No obstante en 1940 se cerraron sus locales durante un mes, y el 14 de abril de 1941 se suprime la palabra "Obrera" de su denominación inicial.
Desde los años sesenta, reorienta sus actividades, centrándose en las academias "artísticas". Mantiene la de dibujo, y se crean las de pintura, alfarería y cerámica, esmaltes al fuego, acuarelas, pintura en tela, grabado y nuevas técnicas, y posteriormente la de escultura. Entre su profesorado figuran, entre otros muchos, Braulio Vivas “Lali”, Francisco Roldán, Javier Conde, Manuel Algar, María José Campos, Miguel Ángel Bernal, Paco Roldán, Ramón Fresneda, Ricardo Nouvilas, Rosario Vela, Trinidad Romero y Carlos Chacón.
En la actualidad persiste como su objetivo principal fomentar la cultura, actuando preferentemente en el campo de la enseñanza de las bellas artes y las artes aplicadas. Por lo que mantiene las academias de acuarela (desde 2004), cerámica (desde 1974), dibujo (desde 1923), esmaltes al fuego (desde 1995), pintura, grabado y nuevas técnicas, así como otras actividades de tipo extraordinario.

## Presidentes
| Orden | Período          | Presidente                |
| ----- | ---------------- | ------------------------- |
| 1     | 1909 - 1921      | Tomas de Pedro            |
| 2     | 1924 - 1932      | Justino Mínguez Toquero   |
| 3     | 1934 - 1937      | Fernando Sancho Huerta    |
| 4     | 1939 - 1940      | Luis Sanz                 |
| 5     | 1940 - 1954      | Justino Mínguez Toquero   |
| 6     | 1954 - 1970      | Fernando Sancho Thomé     |
| 7     | 1970 - 1994      | Gabriel Mínguez Gutiérrez |
| 8     | 1994 - 2017      | Gabriel Mínguez Gómez     |
| 9     | 2017- actualidad | Norberto Mínguez          |

## Sala Manolo Revilla

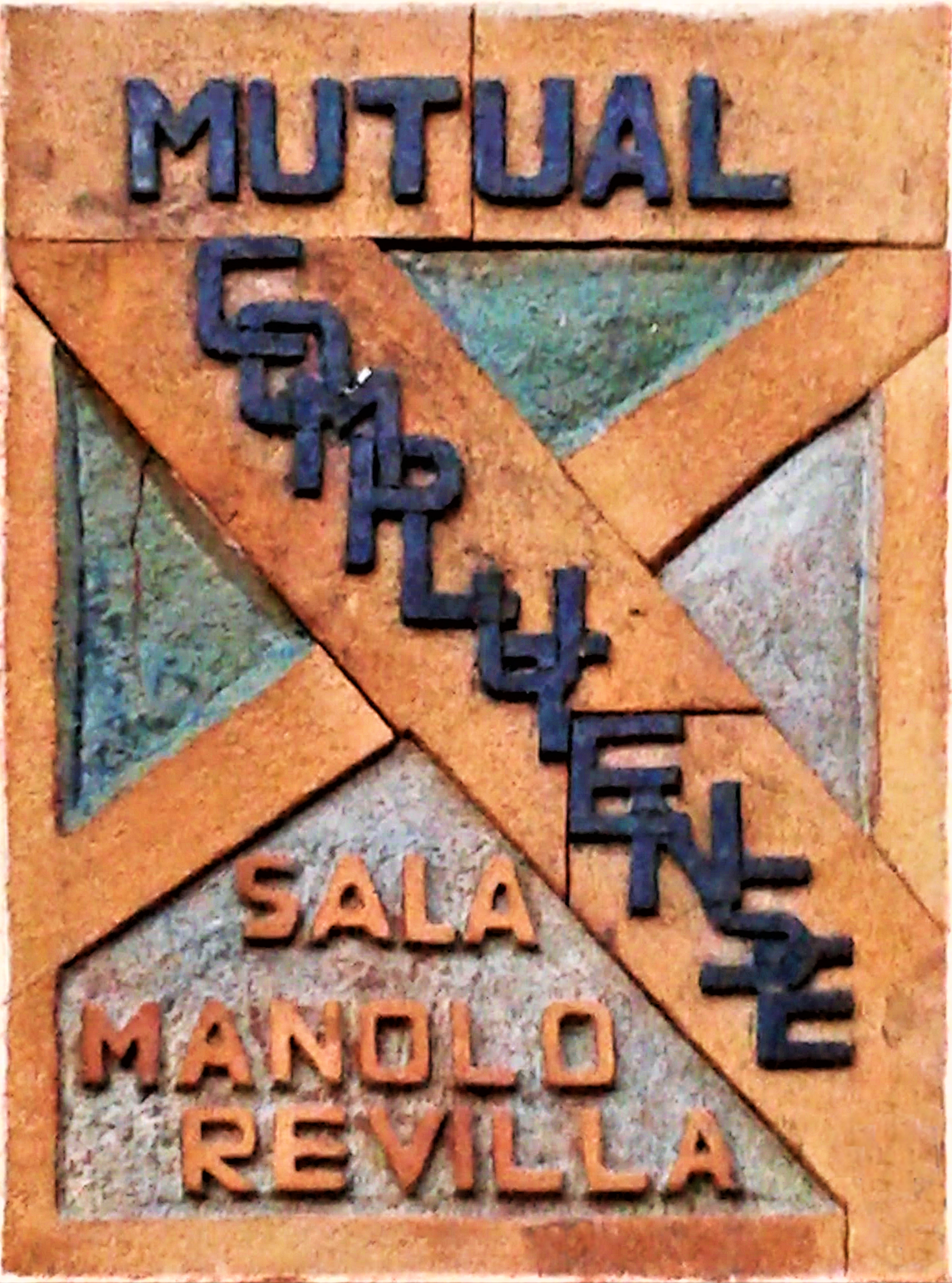
Cerámica indicativa de la Sala de exposiciones Manolo Revilla.

El 11 de mayo de 1985, con el apoyo del Ayuntamiento de Alcalá, se inauguró la sala de exposiciones "Manolo Revilla" en homenaje al pintor y dibujante alcalaíno Manuel Revilla López (1921-1983). Su primer director fue Luis de Blas. Dispone de 55 m² en los que se presentan obras de arte tanto de los alumnos de los talleres de la Mutual Complutense como de artistas profesionales, teniendo una programación de unas 15 exposiciones anuales de pintura, dibujo, escultura, instalación, performance o fotografía.
| Orden | Período           | Director                        |
| ----- | ----------------- | ------------------------------- |
| 1     | 1985 - 2005       | Luis de Blas                    |
| 2     | 2005 - 2010       | María Dorado Rodríguez          |
| 3     | 2010 - 2018       | Francisco Javier Conde González |
| 4     | 2018 - Actualidad | Raquel Gómez Rivillo            |

## Personajes relacionados
- Carlos Chacón (1945-1985) creó y dirigió la academia de cerámica.
- Juan Antonio Palomo (1934-1996) alumno y escultor.

## Reconocimiento
- El 7 de noviembre de 2009, conmemorando el centenario de la asociación, el Ayuntamiento de Alcalá de Henares le entregó la Medalla de Plata de la Ciudad.[10]